# Solanum sessile
Solanum sessile är en potatisväxtart som beskrevs av Hipólito Ruiz López och José Antonio Pavón y Jiménez.
Solanum sessile ingår i släktet skattor som ingår i familjen potatisväxter. Inga underarter finns listade i Catalogue of Life.